# (1313) Berna
(1313) Berna – planetoida z grupy pasa głównego asteroid.

## Odkrycie
Planetoida została odkryta 24 sierpnia 1933 roku w Observatoire Royal de Belgique w Uccle przez Sylvaina Arenda. Nazwa planetoidy pochodzi od stolicy Szwajcarii Berna. Przed nadaniem nazwy planetoida nosiła oznaczenie tymczasowe (1313) 1933 QG.

## Orbita
Orbita (1313) Berny nachylona jest do płaszczyzny ekliptyki pod kątem 12,53°. Na jeden obieg wokół Słońca ciało to potrzebuje 4 lat i 121 dni, krążąc w średniej odległości 2,65 au od Słońca.

## Właściwości fizyczne
Berna ma średnicę ok. 11 km. Jej albedo wynosi około 0,1, a jasność absolutna to 11,8m. Jego okres obrotu wokół własnej osi wynosi 25 godzin i 27 minut.

## Podwójność planetoidy
12 lutego 2004 roku Rene Roy, S. Sposetti, N. Waelchli, D. Pray, N. Berger, C. Demeautis, D. Matter, R. Durkee, A. Klotz, D. Starkey, V. Cotrez oraz R. Behrend poinformowali o odkryciu w towarzystwie Berny obecności księżyca o średnicy szacowanej na 11 km. Należy zatem mówić o planetoidzie podwójnej, gdyż wielkości obydwu ciał są porównywalne. Składniki obiegają wspólny środek masy w czasie 25 godzin i 27 minut (obieg synchroniczny z ruchem obrotowym), znajdując się w odległości ok. 35 km od siebie.
Drugi składnik układu został tymczasowo oznaczony S/2004 (1313) 1.